# Christian Spitz
Pour les articles homonymes, voir Doc et Spitz.
 (août 2014).
Christian Spitz, surnommé « le Doc », né le 4 juillet 1950 à Besançon, est un médecin français spécialisé en pédiatrie, connu pour animer des émissions de radio et de télévision.

## Biographie
Christian Spitz a effectué ses études au lycée Gérôme de Vesoul, dans le département de la Haute-Saône.
Il a acquis une certaine célébrité pendant les années 1990 en animant en tant que consultant l'émission Lovin' Fun avec l'animateur Difool, un jeune animateur assez provocateur et un peu décalé sur Fun Radio. Il répondait aux interrogations des auditeurs majoritairement adolescents ; les sujets abordés étaient l'amour, la sexualité, la drogue, le suicide, la psychopathologie de l'adolescence et l'écoute des auditeurs. C'était une alternance de sujets graves et légers. Le rôle de Difool était de converser librement avec l'auditeur en utilisant le même langage que lui. Le langage du Doc quant à lui était plus mature et sérieux.
Père de six enfants, il a 46 ans lorsqu'il écrit son roman, T'as un problème, Max ?, adapté plus tard sous la forme d'un téléfilm intitulé Tombé du nid, réalisé par Édouard Molinaro avec notamment Aurélien Wiik, Virginie Lemoine et Bruno Solo, diffusé sur TF1 le 18 octobre 1999.
Il a été caricaturé par Antoine de Caunes dans l'émission Nulle part ailleurs : grimé en Christian Spitz tandis que son comparse José Garcia caricaturait Difool (« Toub' et Refool »), l'humoriste ponctuait ses conseils à de faux auditeurs par des « Ce n'est pas sale ! », faisant référence à une phrase du Doc.
Il participe au « comité d'organisation de la consultation nationale de la jeunesse » chargé d'analyser les réponses du « questionnaire jeunes » lancé par le gouvernement Édouard Balladur en 1994 après l'échec du CIP.
Jusqu'en septembre 2004, il anime Christian Psy Show sur RMC Info et présente à la même époque une émission aidant les personnes à se confronter à leurs problèmes personnels, Face à moi sur Téva.
Il fait une réapparition sur Fun Radio en juin 2006, à l'occasion d'une émission spéciale.
En octobre 2007, il anime un talk show sur les adolescents sur Parenthèse Radio.
À partir du 23 mars 2009, il coanime avec Magloire sur la chaîne Cap 24 une émission de libre antenne, Le Doc et Magloire, lundi, mercredi et jeudi de 23 h à 1 h du matin,,.
Il exerce en pédiatrie à la maternité Sainte-Félicité dans le 15e arrondissement de Paris.
Le 19 août 2013, à l'occasion du lancement de la nouvelle version de Lovin'Fun, Fun Radio annonce son retour dans l'émission, 15 ans après l'arrêt de la première version. Cependant, le 22 juin 2018, le contrat de Christian Spitz arrivant à échéance, le Doc de Fun Radio affirme vouloir continuer la radio sur une autre station.
Le 24 août 2020, à l'occasion du lancement de la nouvelle émission Love In Fun, Fun Radio Belgique annonce le retour du Doc du lundi au jeudi de 20 heures à 22 heures avec MIKL.
En 2023, il installe un cabinet de pédiatrie à Salbris afin d'agir contre la désertification médicale, tout en conservant ses activités à Paris. Depuis la rentrée 2023, il participe à l'émission Bonjour docteur sur France Bleu, le mercredi de 15h à 16h.

## Émissions

### Radio
- Love in Fun sur Fun Radio, août 1992-juin 1998
- Christian Psy Show sur RMC Info, janvier 2001-septembre 2004, lundi au vendredi 10 h-12 h.
- Enfants, ados, etc., sur Parenthèse Radio en 2007 du lundi au jeudi.
- Lovin' Fun (saison 2) sur FunRadio août 2013- août 2016 de 20h à 23h du lundi au jeudi
- Lovin' Fun (saison 3) sur FunRadio août 2016- juin 2018 de 20h à 23h du lundi au jeudi
- Love In Fun sur Fun Radio Belgique août 2020- juin 2021 du lundi au jeudi[9],[11]
- Bonjour Docteur sur France Bleu, depuis septembre 2023, le mercredi

### Télévision
- Durand la nuit chroniqueur avec Guillaume Durand sur TF1 septembre 1992-juin 1993
- Leçons de séduction sur TF1, septembre 1993-décembre 1993
- Chela Ouate (« lâche-toi » en verlan) sur France 2, septembre 1994-juin 1995, émission bimensuelle diffusée le samedi soir en 2e partie de soirée
- Lovin'Fun sur Fun TV, d'abord en simultané avec la radio (de février 1997 à février 1998), puis pour une version spéciale pour la télé le mercredi après-midi
- Face à moi, sur Téva, 2003
- Le Doc et Magloire, sur Cap 24, 2009, lundi, mercredi, jeudi

### Web-TV
- LeDoc.com, sur Progress-Tv, coanimée avec son épouse, 2000, émission hebdomadaire.

## Publications

### Essai
- 1994 : Questions d'adolescents, Paris, Odile Jacob (ISBN 2-7381-0256-5)

rééd. 1995 : Paris, Seuil, coll. « Points » (no 22)  (ISBN 2-02-022971-4)
- 2019 : avec Valentin Spitz, Éloge de l'imperfection parentale, Paris, Flammarion (ISBN 978-9-607-89727-5)

### Préfacier
- 1994 : Sex'ado, Elizabeth Fenwick et Dr Richard Walker, Hachette, Paris, 96 p.  (ISBN 2-01-236050-5)

### Roman
- 1996 : T'as un problème, Max ?, Jean-Claude Lattès, Paris, 266 p.  (ISBN 2-7096-1682-3)

rééd. 1998 : J'ai lu (no 4912), Paris, 251 p.  (ISBN 2-290-04912-3)